# 冒廣生
冒廣生（1873年—1959年8月10日），字鹤亭，号疚斋，江苏如皋人，生於广东广州。中国文化名人、诗人、官员、收藏家。

## 生平
冒廣生因祖辈宦游流寓广州而出生于廣州，故得名“廣生”。幼时深受其七外祖周星誉（周畇叔）喜爱，被周星誉亲切地称作“阿灵”（乳名）。冒廣生是冒襄（字辟疆，号巢民）第六代侄孙，父亲是冒树楷（字子端，1878年逝世），母亲是周星詒之女周萱（1921年逝世）。冒广生六岁丧父，由母亲养大。《清史稿·列女传》中有其母的介绍：
冒树楷妻周，树楷，如皋人；周，祥符人。树楷以知县待缺福建，早卒。周挈子女从舅广州，舅亦卒。侨居，日食率百钱，翼子女以长。子得官，将请旌，周拒之曰：“妇节常耳，人子於其母，奈何欲假以为名哉？” 父星诒，诸父星譼、星詧，并有文行，周刻其遗著，为父营葬，置墓田焉。
其父早逝後，冒廣生随母往依广州的祖父生活。清朝光绪十二年（1886年），祖父病逝，母亲带着冒廣生迁居苏州周星诒处同住。光绪二十年（1894年），冒廣生参加江南乡试，中甲午科举人，时任副主考的黄绍第（温州瑞安人）将长女黄曾葵许配给他。光绪二十一年（1895年）赴北京会试，参加了“公车上书”。清朝末年光绪、宣统两朝，历任刑部郎中、农工商部郎中。
光绪二十四年（1898年）春，冒廣生赴北京试于礼部，未录。此后在北京逗留。同年列名保国会。梁启超称其“英姿飒爽，气咄咄如朝日。问姓氏，审邑居，辄忆其先德巢民先生……鹤亭之文，史家之文也”（见《冒巢民先生年谱》）。同年秋，由茂名杨颐（号蓉浦）以经济特科保送，后因戊戌政变，科试被废，杨颐“亦旋归道山”。同年冒廣生回如皋。光绪二十五年（1899年）至二十六年（1900年）多次往来北京、苏州、扬州、如皋。光绪二十七年（1901年），纳貲为刑部郎中，签分刑部陕西司行走，派陕西司主稿管新疆股。同年南归。光绪二十八年（1902年）春，冒廣生携夫人黄曾葵及长子冒景玮到北京，寓居宣武门外大街南通会馆，随后迁居后孙公园如泰会馆，冒廣生继续任刑部郎中。光绪二十八年（1902年）春，应顺天府尹陈璧的聘请，兼任五城学堂（位于北京琉璃厂，今北京师范大学附属中学的前身）教员，同事有林纾。光绪二十九年（1903年），留任商部郎中。同年秋，应试经济特科，初考中商部第四名，举主是钱塘吴士鉴（字綗齋），列为一等，但覆试中因在策论引用法国卢梭的《民权论》，被首席读卷大臣张之洞阅後批：“论称引卢梭，奈何？”遂被摈弃。特科二百余卷中，被张之洞所批的仅有冒廣生的试卷。光绪三十年（1904年）冬，补商部平均司郎中。光绪三十二年（1906年），商部改为农工商部，冒廣生留任为农工商部郎中。光绪三十四年（1908年）派充普岮峪定东陵神路营房工程处监修官。同年底慈禧太后病逝，冒廣生随办慈禧太后、光绪帝丧礼。宣统三年（1911年），授京察覆带，以道府记名。宣统三年十二月（1912年2月）清室逊位，冒廣生弃官，和母亲及家人一起避往天津暂居。
民国元年（1912年）农历十一月回北京，任北京政府财政部顾问。同年农历十二月，冒廣生经袁世凯之子袁克定推荐，任浙江省瓯海关监督兼外交部温州交涉员。冒廣生临行之时誓言：“祖基之前，此生此官与母周太夫人为进退。”民国二年（1913年）春，即奉母赴温州。民国四年（1915年），事母孝顺的冒廣生效仿《二十四孝》中老莱子“戏彩娱亲”故事，在瓯海关署西首兴建了一座小楼，名为“后戏彩堂”，并在小楼对面兴建了一座戏台，聘戏班前来为母亲演出。在温州任内，冒廣生广结温州文人名士，筑瓯隐园（今为墨池公园），建永嘉诗人祠堂，编《永嘉诗人祠堂丛刻》，搜罗自谢灵运以来迄至黄绍箕的集子。
民国七年（1918年），在北京被北京政府农商总长田文烈聘为全国经济调查会会长，任期不到一年。任内将留学归来的丁文江、翁文灏分别任命为第一、二科科长，从而创始了全国资源调查。民国八年（1919年），接任镇江关监督，关署在金山脚下。任内刊刻《至顺镇江志》。民国九年（1920年），调任淮安关监督。民国十一年（1922年），以丁忧的名义弃官（民国成立后便已废除了清朝丁忧之制）。
民国十九年（1930年），经胡汉民推荐给南京国民政府考试院的戴季陶、邵元冲，邵元冲时任考选委员会委员长，乃任命冒廣生为考选委员。民国二十年（1931年），考试院派冒廣生兼任高等考试典试委员（高等考试典试委员会主任为王用宾）。
1934年，邹鲁接任广州国立中山大学校长，商聘冒廣生为词学教授。同年，应陆嗣曾（陆光宇）之聘，兼任广东省立勷勤大学客座教授。同年，获陈融（陈协之）推荐兼任广东通志馆纂修（当时该馆主任兼总纂为温廷敬）。1935年，应陆嗣曾邀请，改定广东省立勷勤大学校歌。抗日战争期间，1940年应汤国梨（章太炎夫人）聘为太炎文学院词曲教授。1945年，国史馆馆长张继函聘冒廣生为国史馆纂修。
中華人民共和國成立後，1950年6月，冒廣生因家中生活困窘，写信给旧诗友、中南军政委员会副主席程潜。程潜回信给冒廣生，并附一封致上海市市长陈毅的信。7月19日，华东军政委员会人民监察委员会委员江庸来看望冒廣生，廣生将程潜的信托他交陈毅。当天，陈毅和江庸来冒廣生寓所拜访。8月7日，上海市文物保管委员会送聘书至冒廣生寓所，聘请冒鹤亭为特约顾问，月薪三百二十元，无庸办事。后冒廣生刊刻《楚州丛书》。
1957年初，冒廣生的长孙冒怀辛考上北京的研究生。85岁的冒廣生亲自陪同33岁的冒怀辛赴北京。1957年2月抵达北京，冒廣生住在宣武门外储库营胡同中国人民银行总行宿舍大院内的五子冒舒諲家里（冒舒諲时任中国人民银行专门委员）。来北京三个月后，冒廣生致信国务院副总理陈毅，告知自己已来北京。几天后，陈毅邀请冒廣生参观故宫博物院，并在御花园座谈，同座者有湖南省人民政府主席程潜。御花园坐谈之后，冒廣生应陈毅之请，写出《对目前整风的一点意见》一文，发表在1957年6月6日《人民日报》上。随后《人民日报》记者傅冬（傅作义之女）来冒廣生住所采访，后写成《八五老人一席话——访冒廣生老先生》一文，发表在1957年6月12日《人民日报》上。6月28日，周恩来来冒廣生住所探访，交谈2小时，并带来毛泽东的口信称，毛泽东看到冒廣生在《人民日报》上的文章，想见面谈谈。两天后的6月30日，冒廣生由冒舒諲陪同进中南海，与毛泽东在游泳池畔见面交谈。冒廣生将其手稿本《疚斋词话》、《宋曲章句》、《四声钩沉》等赠给毛泽东。毛泽东握着冒廣生的手说：“我过几天要到外地去。希望你老明年再来北京。”2013年中共中央文献研究室编写的《毛泽东年谱（1949—1976）》出版，其中记载毛泽东在1957年6月30日的活动是：“……晚八时二十分，同胡乔木、李维汉、吴冷西谈话。十时二十分，在中南海游泳池住处召集刘少奇、周恩来、朱德、陈云、邓小平、彭真、胡乔木、李维汉、吴冷西开会。晚九时二十分，会见冒鹤亭。”此后中共中央很快发动反右运动，冒廣生有四个子孙被打成“右派分子”（包括儿子冒舒諲）。
1957年8月冒廣生与周谷城同车返上海，叶恭绰、文怀沙等人送行。返回上海后不久，1958年冒廣生即病倒。1959年8月10日，冒廣生在上海病逝，享年86岁。冒廣生的追悼会由上海市文史研究馆馆长江庸主祭，姚虞琴、王福厂、吴湖帆等人陪祭，逾三百人参加，非常隆重。陈毅电嘱上海市政府送大花圈，中共上海市委统战部也送了大花圈。冒廣生葬于苏州灵岩山五龙公墓，其墓在文革时被毁。文革结束后，1993年其后人在北京植物园櫻桃溝建衣冠冢。衣冠冢的墓碑正面是赵朴初题写的“如皋冒鹤亭先生之墓”，背面刻有碑文：
冒廣生（1873-1959）字鹤亭，號疚齋，江蘇如臯人，為成吉思汗後裔。先輩是明末四公子之一的冒辟疆。清末曾參予戊戌變法，和康有爲、梁啟超、林旭等結為摯友，並列名保國會，參加公車上書。辛亥後，歷任海關監督、考試院典試委員、國史館纂修、中山大學教授等職。解放後經陳毅聘任為上海市文管會特約顧問。先生與周恩來總理、陳毅元帥等均有密切交往。一九五七年，先生在《人民日報》發表《對目前整風的一點意見》，受到毛澤東主席的重視並親自接見，稱道“同為救中國道路上的人”。先生一生潛心著述，是近代著名經史詩詞學家，蜚聲海内外學林。先生謝世後，其家屬遵照遺囑，將一生家藏具有歷史與藝術價值的稀世珍貴文物玖佰餘件，悉數捐獻國家。在先生逝世三十周年之際，上海市博物館舉辦《冒氏家屬捐獻冒廣生先生遺存文物展覽》，隆重表彰先生及其家屬的愛國主義精神。今重立墓碑，以誌千古。
一九九三年八月立

冒廣生病逝後，其家屬遵其遗愿，将珍藏300余年的先祖遗存文物900多件，于1961年全部捐给上海博物馆。1989年11月，为纪念冒廣生逝世30周年，上海博物馆举办《冒广生先生遗存文物展览》。冒广生收藏的文物，主要是祖上遗存（包括书画、印章、砚台），以及师友手书信札。如明李痴和画冒起宗（冒襄之父）肖像轴、清人画冒襄肖像轴、清吴历赠冒襄行书八言联、戴本孝为冒襄篆刻的六面印石章以及《水绘园图》等等。

## 著作
主要著作有：
- 《冒鹤亭词典论文集》
- 《疚斋词论》
- 《小三吾亭诗文集》
- 《疚斋杂剧》（收其所作杂剧八种：《别离庙蕊仙入道》、《午梦堂叶女归魂》、《马湘兰生寿百毅》、《卞玉京死忆梅村》、《南海神》 （一名《屈翁山》）、《海神庙》、《云摔娘》、《廿五弦》、《郑妥娘》）

主要編著有：
- 《永嘉诗人祠堂丛刻》
- 《永嘉高僧碑传集》
- 《二黄先生集》
- 《如皋冒氏丝书》

## 家庭
冒廣生有五子六女。有十一个孙女。
- 父：冒树楷。
- 母：周萱（周星诒之女）
- 妻：黄曾葵（1875年—1944年2月），温州瑞安人，生四子五女。1944年2月在上海兆丰别墅逝世。[5]黄曾葵有弟弟黄曾铭，黄曾铭与前妻育两女，续弦后又有三子一女，黄曾铭最小的女儿是黄宗英。[8]
  - 长女：冒景瑔（1897年—？），黄曾葵生于苏州。[4][5]
  - 长子：冒景玮（冒元美，1898年—？），黄曾葵生于如皋。1923年与严氏（广州府知府严家炽侄女）结婚。1924年任金陵关监督兼外交部江宁交涉员。[4]
  - 次女：冒景玑（1900年—1901年）黄曾葵生于如皋，周岁时在如皋夭折。[4]
  - 三女：冒景珂（1904年—？）黄曾葵生于北京后孙公园如泰会馆。1920年与段庶（湖北巡按使段书云之孙，徐州道尹段无怠之子）结婚。[4]
  - 四女：冒景琛（1906年—？）黄曾葵生于北京后孙公园如泰会馆。1924年与泾县朱善庆结婚。[4][3]
  - 六女：冒景琮（1907年—1931年）黄曾葵生于北京后孙公园如泰会馆。[4]1923年与谢国樑（明清史专家谢国桢的堂兄）结婚。[8]民国二十年 （1931年）农历四月在北京德国医院病逝，年仅24岁。[4]
  - 三子：冒景璠（冒孝鲁，后改名冒效鲁，1909年—1988年）黄曾葵生于北京后孙公园如泰会馆。[4]被誉为文坛“翩翩浊世佳公子”。[3]1930年底与贺翘华（画家贺良朴的第三个女儿）在北平结婚，婚礼由樊增祥主持。二人育有四子三女，其中最小的女儿是冒怀管，在冒鹤亭十一个孙女中排行第九，冒家人称“九姑娘”。[8]
  - 四子：冒景瑄（冒季美，1912年—？）黄曾葵生于天津奥租界。1938年和马氏（顺德马武仲女）结婚。[4]幼时在温州长大，后在香港和澳大利亚当牧师。香港浸会书院首任校牧，正名香港浸会大学后校园有冒季美纪念礼堂。[3]
  - 五子：冒景琦（冒舒諲，1914年—？）黄曾葵生于温州瓯海关署。[4]文学家。
- 妾：张硏（1884年—1953年1月）1904年被冒廣生纳为妾，生一子一女。[5][4]
  - 次子：冒景瑜（冒仲周，1905年—1961年）张硏生于北京后孙公园如泰会馆。1922年与杨氏（柳州府知府杨道霖次女）结婚。[4]喜书画，擅画梅花。毕业于上海持志大学，后在盐务总局服务数十年。1949年前曾任四川、南京等地盐务官员。中华人民共和国成立后，经中国人民银行行长南汉宸介绍，先后在北京、四川遂宁等地人民银行任职。因镇压反革命运动中受连累，被贬至甘肃直至逝世。后获得平反。[5]
  - 五女：冒景瑗（1907年—1930年）张硏生于北京后孙公园如泰会馆。[4]冒廣生和周恩来的二伯父周贻康均为光绪二十年（1894年）甲午科举人，因是科举中的“同年”，双方做主，将冒廣生的五女儿冒景瑗与周贻康的独子周恩霪订婚。后冒景瑗听说周恩霪是聋子，要求解除婚约，冒廣生无奈依从。解约后，冒景瑗投考协和医院护理学校，录取后因冒廣生不同意，故未去报到。此后冒景瑗心情抑郁，民国十九年（1930年）农历二月在北京东河沿因肺痨病逝，年仅23岁。[6]